# Griff
Griff – osada w Anglii, w hrabstwie Warwickshire, w dystrykcie Nuneaton and Bedworth. Leży 26 km na północ od miasta Warwick i 144 km na północny zachód od Londynu.